# 橋杭岩

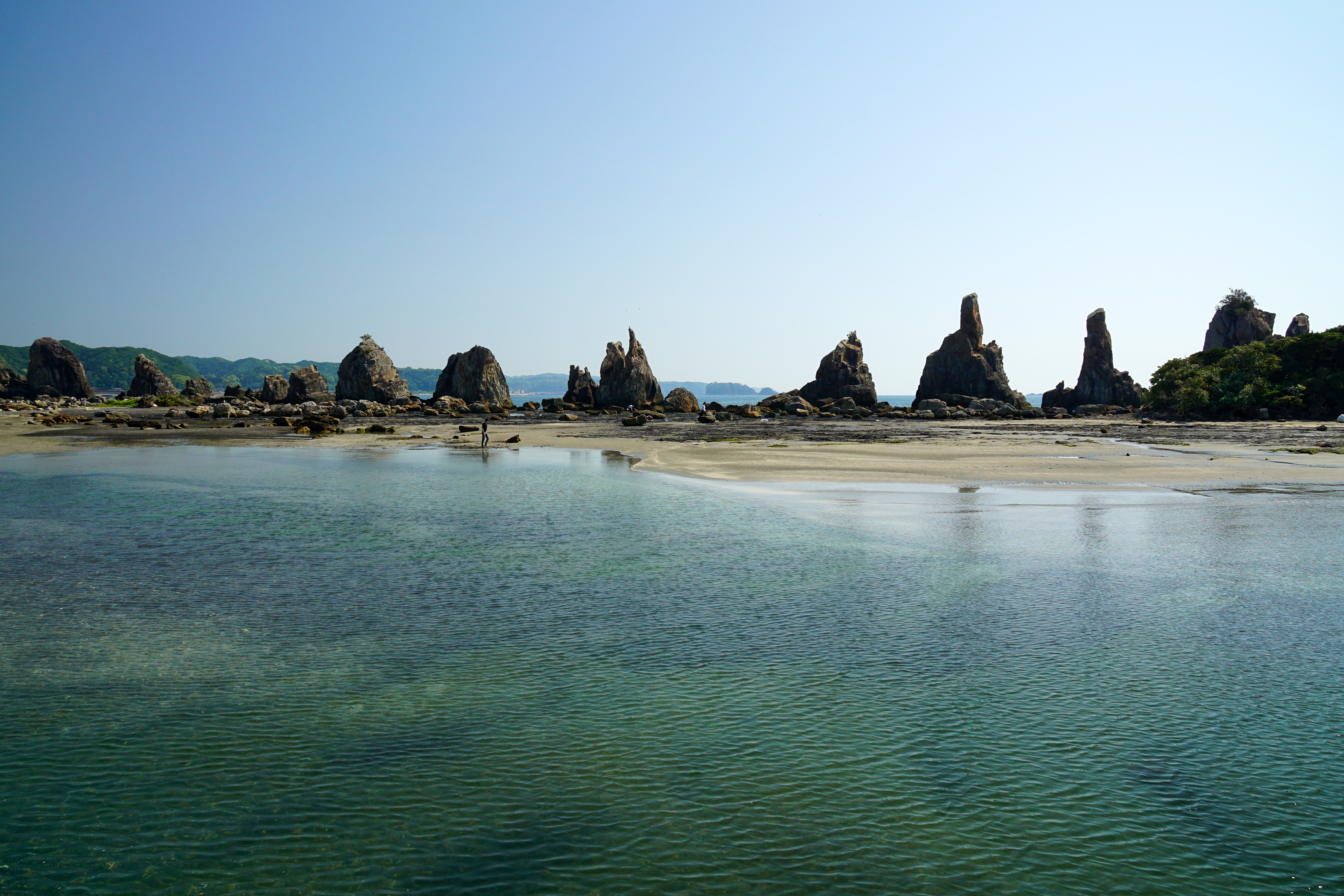
橋杭岩

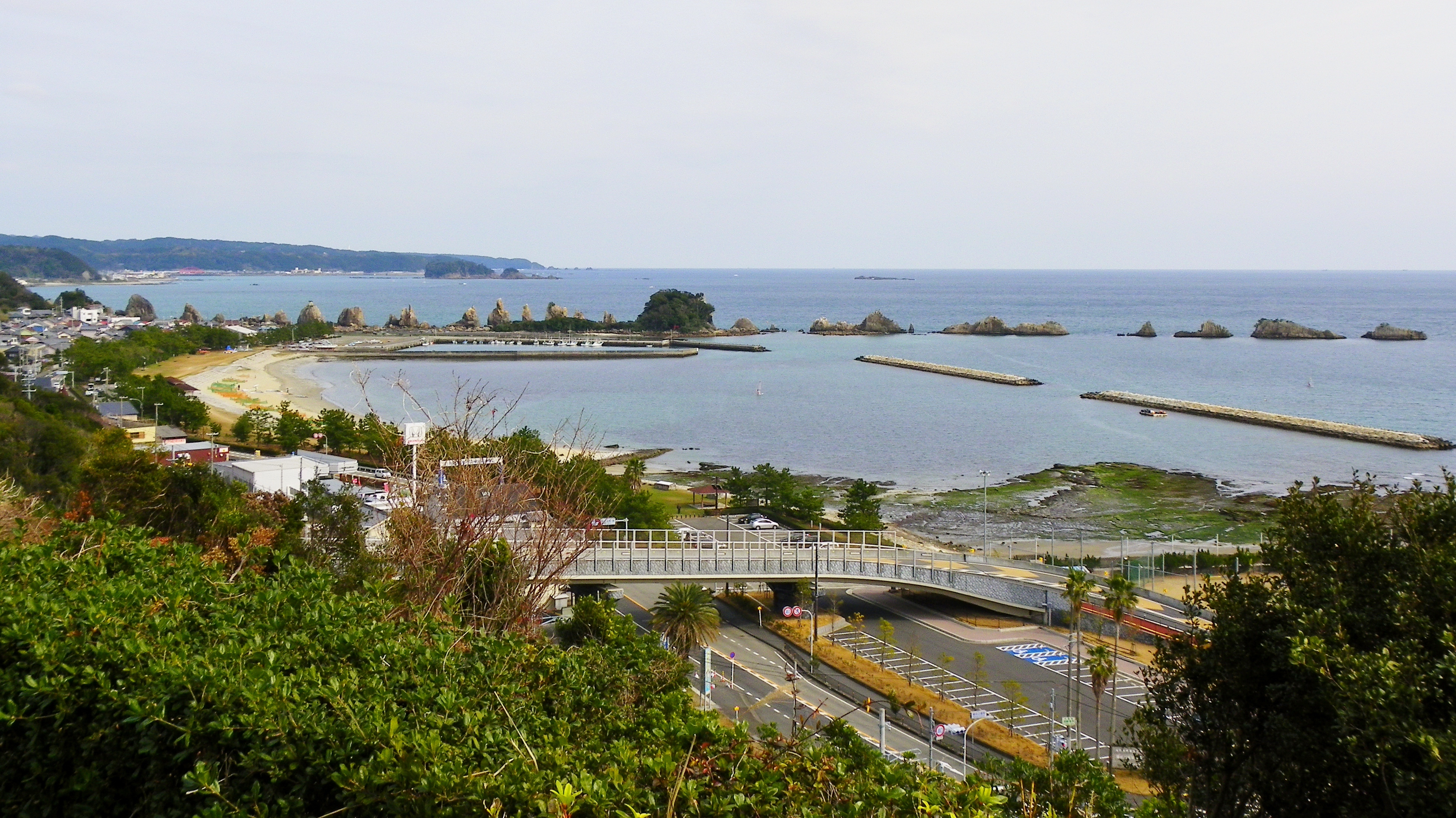
橋杭岩鳥瞰全景

橋杭岩是位於和歌山縣東牟婁郡串本町的旅遊名勝，吉野熊野國立公園的一部分。是由對著紀伊大島的海岸西南一列大概850米長，共約40塊大小不一的岩石接連所組成。
地质学的解釋認為，橋杭岩是石英斑岩因火成活動侵入泥岩層中，日後因侵蝕差別效應，較為柔軟的泥岩很快就消蝕殆盡，而殘存堅硬的柱狀石英斑岩所致。
日本民俗傳承，弘法大師（空海上人）與天邪鬼打賭，看誰能在天亮之前完成從串本到紀伊大島的石橋，弘法大師役使法力，很快就完成大部分的橋墩（橋杭）。天邪鬼眼見不敵，於是學雞鳴，弘法大師也以為黎明將至，轉身離去，只留下橋墩在當地至今。
從橋杭岩遠望日出之美夙有定評，被認定是日本朝日百景之一；同時也被日本政府指定為名勝與天然記念物。